# Протести в Алжирі (2010—2012)

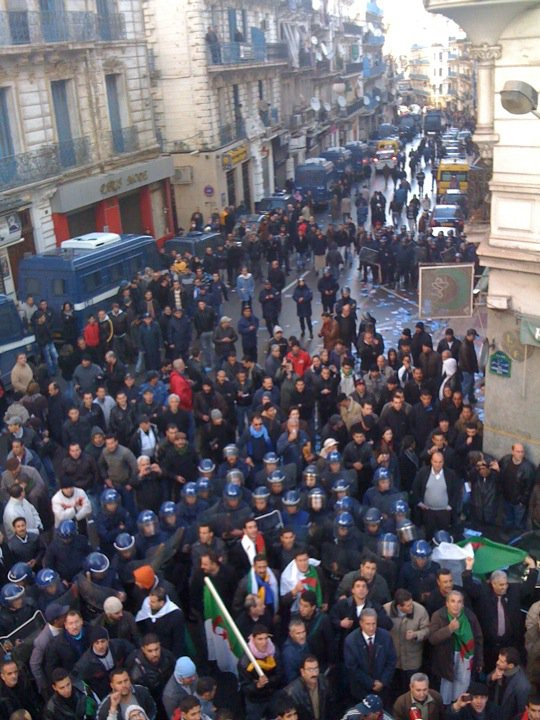
22 січня 2011

Протести в Алжирі (2010—2012) — серія антиурядових протестів в Алжирі, спричинених безробіттям, високими цінами, корупцією, нестачею свободи слова та поганими умовами життя. Перші протести почалися 28 грудня 2010, втім основного розмаху набули з 6 по 9 січня 2011. Зростання протестів спричинило 30 % збільшення цін на продовольство, що вступило в дію 1 січня 2011 року. Під час маніфестацій люди, озброєні ножами та металевими палицями грабували крамниці, будинки та громадські будівлі. Впродовж першого тижня протестів загинуло 3 особи, 63 демонстрантів та 763 поліціянтів було поранено. Аби вгамувати протестувальників, уряд знизив ціни на цукор та олію.
В країні також траплялися випадки самоспалення на знак протесту проти складної економічної ситуації.
Частину демонстрацій організували опозиційні партії, однак політичні протести набули меншого розмаху, аніж економічні. Головними цілями політичних протестів були скасування надзвичайного стану, запровадженого 1992 року, та обмежень громадянських свобод.
На 12 лютого опозиція запланувала нову хвилю демонстрацій.